# SimPy
SimPy — Python фреймворк процессо-ориентированной дискретно-событийной системы моделирования. Его диспетчеры событий основаны на функциях-генераторах Python.
Также они могут использоваться для создания асинхронных сетей или для реализации мультиагентных систем (с как моделируемым, так и реальным взаимодействием).
Процессы в SimPy — это просто Python генераторы, которые используются для моделирования активных компонентов, например, таких как покупатели, транспортные средства или агенты. SimPy также обеспечивает различные виды общих ресурсов для моделирования точек с ограниченной пропускной способностью (например, серверов, касс, тоннелей). Начиная с версии 3.1, SimPy также будет обеспечить возможности мониторинга для помощи в сборе статистических данных о ресурсах
и процессах.
Моделирование может выполняться в режиме «as fast as possible», в режиме реального времени (wall clock time) или в режиме ручного выполнения событий.
Теоретически, в SimPy можно сделать непрерывную симуляцию, но фактически это не осуществимо. Однако, в случае моделирования с шагом фиксированного размера, где процессы не взаимодействуют с друг с другом или с общими ресурсами, может использоваться простой цикл while.
SimPy распространяется с руководством, подробной документацией и большим количеством примеров.
SimPy выпущен как open source проект под лицензией MIT. Первая версия была выпущена в декабре 2002 года.

## Пример
Одна из главных целей SimPy — простота в использовании. Вот пример простого SimPy моделирования: часовой процесс, который выводит текущее модельное время на каждом шаге:
```
>>>
 
import
 
simpy

>>>

>>>
 
def
 
clock
(
env
,
 
name
,
 
tick
):

...
     
while
 
True
:

...
         
print
(
name
,
 
env
.
now
)

...
         
yield
 
env
.
timeout
(
tick
)

...

>>>
 
env
 
=
 
simpy
.
Environment
()

>>>
 
env
.
process
(
clock
(
env
,
 
'fast'
,
 
0.5
))

<
Process
(
clock
)
 
object
 
at
 
0
x
...>

>>>
 
env
.
process
(
clock
(
env
,
 
'slow'
,
 
1
))

<
Process
(
clock
)
 
object
 
at
 
0
x
...>

>>>
 
env
.
run
(
until
=
2
)

fast
 
0

slow
 
0

fast
 
0.5

slow
 
1

fast
 
1.0

fast
 
1.5

```